# 黄土井站
黄土井站是位于广西壮族自治区全州县庙头镇黄土井的一个铁路车站，邮政编码541502。车站建于1938年，有湘桂铁路经过该站，现仅办理货运，不办理客运业务，车站及其上下行区间均未电气化。车站距离衡阳站196公里，隶属南宁铁路局，是四等站。